# Glòria Marcos
Ángeles Glòria Marcos Martí (Valencia, 8 de abril de 1950) es una política española. Fue la coordinadora general de Esquerra Unida del País Valencià entre diciembre de 2003 y marzo de 2009, y diputada en las Cortes desde el año 2007 hasta 2009, año en que pasó a dirigir el Institut d'Estudis Polítics.

## Biografía

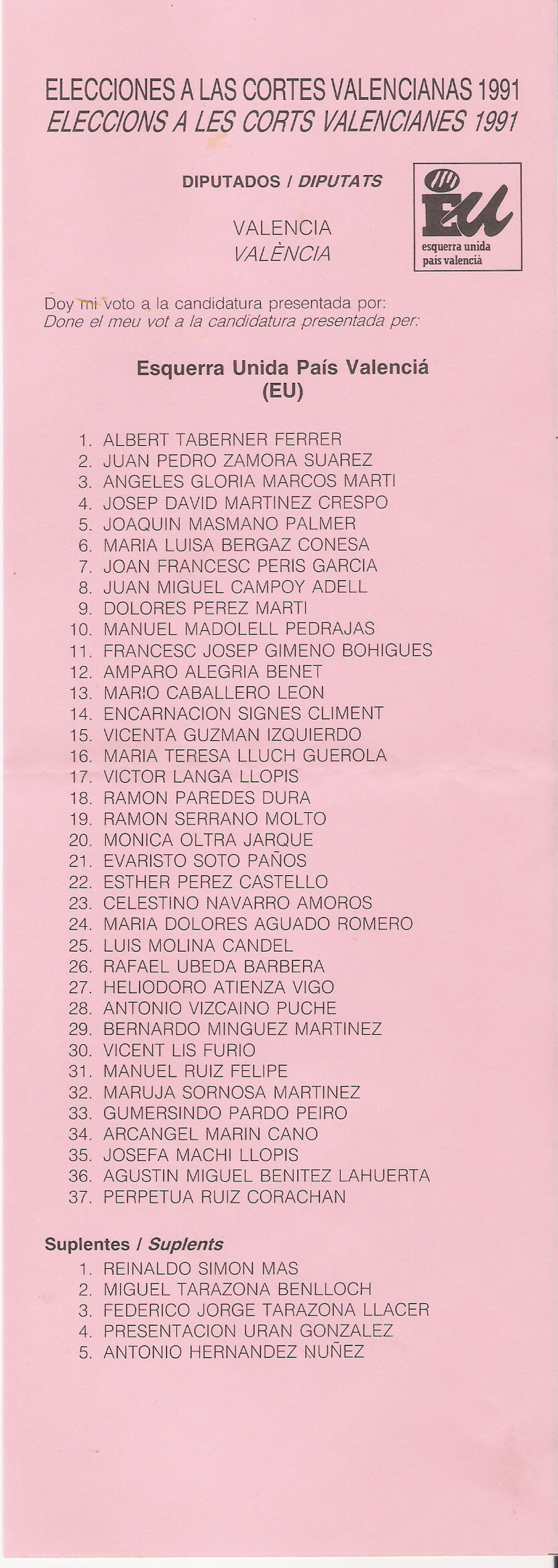
Glòria Marcos fue tercera en la lista de EUPV por Valencia a las Cortes Valencianas en 1991.

Es licenciada en Filosofía y Letras y ha sido profesora de Geografía e Historia en varios institutos de Formación Profesional (Valencia, Puerto de Sagunto, Cuart de Poblet y Burjasot).
Participó activamente en las reivindicaciones del profesorado hasta la creación de la Federación de Enseñanza de CCOO, a la cual se afilió en 1978 y fue secretaria de Acción Sindical desde 1987 hasta 1991. Fue presidenta de la Junta de Personal de Centros Docentes no Universitarios de la provincia de Valencia desde 1987 hasta 1990.
Fue diputada autonómica de EUPV durante dos legislaturas, desde 1991 hasta 1999. Perteneció al Consejo de Administración de RTVV desde 1999 hasta 2007 a propuesta de EUPV.
Pertenece al Consejo Político Federal y a la presidencia federal de Izquierda Unida.
En las elecciones autonómicas de 2007 fue la candidata a la presidencia de la Generalidad Valenciana por la coalición nacionalista y de izquierdas Compromís pel País Valencià, siendo elegida diputada por la provincia de Valencia. Los siete diputados elegidos en las listas de la coalición formaron un grupo parlamentario del que Marcos fue elegida portavoz. Sin embargo, en julio de 2007 se abrió una profunda crisis con motivo de la elección de representantes al Consejo de Administración de RTVV. Mientras desde EUPV se proponía a Amadeu Sanchis, candidato de EUPV al Ayuntamiento de Valencia que quedó sin representación en el consistorio, a tenor de los pactos previos por los cuales este cargo correspondía a EUPV, el Bloc y el resto de socios de Compromís se decantaba por el sociólogo Rafael Xambó. Poco después, los dos diputados del Bloc y las diputadas de EUPV pertenecientes a la corriente interna Esquerra i País, próxima al valencianismo, Mónica Oltra y Mireia Mollà, destituyeron a Marcos y designaron a Oltra como síndica. Finalmente, en noviembre de 2008 se tramitó en cortes la expulsión de Gloria Marcos del grupo parlamentario por "sus declaraciones y actuaciones contrarias a los intereses del grupo y vejatorias contra sus integrantes". Paralelamente, los otros dos diputados de EU pidieron que se les incluyera también a ellos en el grupo de no-adscritos, con lo que el grupo quedó reducido a cuatro diputados: dos del BLOC y dos de IPV.
El 8 de marzo de 2009 fue sucedida como coordinadora general de EUPV por Marga Sanz, secretaria general del Partit Comunista del País Valencià. Además, Marcos anunció que cedería a Sanz su escaño en las Cortes Valencianas en septiembre, para pasar a dirigir el Institut d'Estudis Polítics, una nueva fundación para promover el debate social y los valores de la izquierda.